# ملکه قلب‌ها (فیلم ۱۹۴۷)
ملکه قلب‌ها (به هندی: Dil Ki Rani) و (به انگلیسی: Queen of Hearts) فیلمی هندی محصول سال ۱۹۴۷ و به کارگردانی موهان سینها است. در این فیلم بازیگرانی همچون راج کاپور و مدهوبالا ایفای نقش کرده‌اند.